# Lehnstedt (Hagen im Bremischen)
Lehnstedt is een dorp en voormalige gemeente in het Landkreis Cuxhaven in de deelstaat Nedersaksen. Het dorp  werd in 1974 samengevoegd met Wulsbüttel. Die gemeente ging in 2014 op in de eenheidsgemeente Hagen im Bremischen.
Rond het dorp liggen zeven hunebedden, waarvan er twee gerestaureerd zijn. 